# Campionato portoricano di pallavolo maschile
Il Campionato portoricano di pallavolo maschile è un insieme di tornei pallavolistici portoricani, istituiti dalla FPV. A livello professionistico consiste di una sola categoria, la Liga de Voleibol Superior Masculino, oltre la quale vengono organizzati esclusivamente tornei giovanili o amatoriali.

## Struttura
- Campionati nazionali professionistici:

Liga de Voleibol Superior Masculino: vi partecipano 9 squadre.